# Mayiellidae
A Mayiellidae a háromkaréjú ősrákok (Trilobita) osztályának a Redlichiida rendjéhez, ezen belül a Redlichiina alrendjéhez tartozó család.

## Rendszerezés
A családba az alábbi nemek tartoznak:
- Mayiella
- Qiaodiella
- Qiaotingaspis